# Pudding au pain

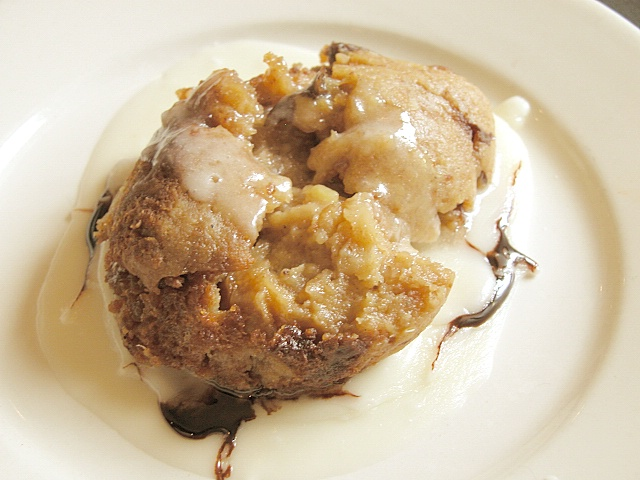
Version créole.

Le pudding au pain ou pudding de pain perdu, également écrit pouding, est un dessert populaire des cuisines du Royaume-Uni (importé à Malte), du sud des États-Unis d'Amérique, de la Belgique et du Canada, principalement au Québec.
Il peut être composé de pain, de matière grasse (margarine ou suif), d'œufs, de lait, de sucre, de golden syrup, d'épices (cacao, cannelle, vanille, etc.) et de fruits séchés ou confits.
Au Québec, ce dessert est servi généralement avec une sauce au sirop d'érable et les fruits séchés sont remplacés par des bleuets frais ou surgelés.

## Versions locales
En Belgique, il est aussi appelé « bodding » : c'est une recette ancienne et de plus en plus rare.
Au Mexique, un mets semblable est mangé durant le carême, le capirotada,.
En Alsace, une variante est appelée mendiant ou bettelmann.
En Provence et Languedoc, on parle de minerve ou « tranche dorée ».